# 1LIVE Köln Comedy-Nacht XXL
Die 1LIVE Köln Comedy-Nacht XXL (auch bekannt als Comedy Nacht XXL) ist eine Comedy-Show, die seit 2013 jährlich im Oktober in der Lanxess Arena in Köln stattfindet. Sie gilt als größte Comedy-Mix-Show Europas und wird seit 2016 vom WDR-Jugendsender 1LIVE übertragen. Im Jahr 2023 fand die Show zum ersten Mal an vier Abenden statt.

## Veranstaltungen

### 2014
Moderation: Luke Mockridge

### 2016
Moderation: Enissa Amani
Gäste: Abdelkarim, Markus Krebs, Das Lumpenpack (Max Kennel und Jonas Meyer), Olaf Schubert, Chris Tall

### 2017
Moderation: Chris Tall
Gäste: Bastian Bielendorfer, Hazel Brugger, Faisal Kawusi, Carolin Kebekus, Markus Krebs, Atze Schröder

### 2018
Moderation: Chris Tall
Gäste: Özcan Coşar, Felix Lobrecht, Herr Schröder, Ingmar Stadelmann, Tahnee, Kaya Yanar

### 2019
Moderation: Tahnee
Gäste: Bastian Bielendorfer, David Kebekus, Markus Krebs, Felix Lobrecht, Olaf Schubert, Simon Stäblein

### 2021
Moderation: Bastian Bielendorfer
Gäste: Miss Allie, Özcan Coşar, Faisal Kawusi, Markus Krebs, Carl Josef Statnik, Chris Tall, Dennis und Benni Wolter feat. Felix Lobrecht
Zusätzliche Veranstaltung in der Arena Oberhausen

### 2022
Moderation: Özcan Coşar
Gäste: Negah Amiri, Maria Clara Groppler, Tony Bauer, Erika Ratcliffe, Till Reiners, Nico Stank, Chris Tall, Kaya Yanar

### 2023
Moderation: Bastian Bielendorfer
Gäste: Assane Badiane, Carolin Kebekus, David Kebekus, Torsten Sträter, Tahnee, Filiz Tasdan, Osan Yaran
Zusätzliche Veranstaltung in der Arena Oberhausen